# Burdeniszki
Burdeniszki (Burdyniszki) – wieś w Polsce położona w województwie podlaskim, w powiecie suwalskim, w gminie Suwałki.
W latach 1975–1998 miejscowość administracyjnie należała do województwa suwalskiego.
Na północ od wsi znajduje się Jezioro Dowcień.
Wierni kościoła rzymskokatolickiego należą do parafii Niepokalanego Poczęcia Najświętszej Maryi Panny w Wigrach.